# مرد آهنین (فیلم ۱۹۸۱)
مرد آهنین (به لهستانی: Człowiek z żelaza) فیلمی لهستانی به کارگردانی آندری وایدا است که در سال ۱۹۸۱ منتشر شد. این فیلم جنبش اتحادیه همبستگی سولیدارنوشچ و اولین موفقیت‌های آن را در متقاعد کردن دولت لهستان برای به رسمیت شناختن حق کارگران در تشکیل اتحادیه‌های صنفی به تصویر می‌کشد. این فیلم برنده نخل طلای جشنواره فیلم کن ۱۹۸۱ شد و هم چنین جایزه کلیسای جهانی را نیز در همان سال به خود اختصاص داد. این فیلم همچنین نامزد جایزه اسکار بهترین فیلم بین‌المللی بود.
وایدا بعدها گفت که مرد آهنین را به خواهش لخ والسا ساختم که از من خواسته بود فیلمی دربارهٔ قیام کارگران صنایع کشتی‌سازی تولید کنم.

## داستان
داستان فیلم مرد آهنین مبارزه کارگران کشتی‌سازی و اتحادیه‌های مرتبط با آن و اعتصاب آنان را روایت می‌کند. زمانی که در سال ۱۹۸۰ کارگران کشتی‌سازی در گدانسک دست به اعتصاب زده‌اند، حزب کمونیست فردی به نام نیکل را که یک خبرنگار است را به گدانسک می‌فرستد تا بکوشد با جستجو در زندگی سران اعتصاب نقاط ضعفی پیدا کند که بتوان علیه آنها به کار گرفت. نیکل با فرورفتن در قالب فردی همدل با کارگران مصاحبه می‌کند.

## گزیدهٔ بازیگران
- یژی راجیویوویچ
- کریستیانا یاندا
- ماریان اوپانیا
- بوگوسواف لیندا
- آدام فرنتسی
- آندژی سِـوِرین
- هالینا وابونارسکا
- زبیگنیف بوچکوفسکی
- آرتور بارچیش
- مارک کندرات
- یاتسک دوماینسکی
- یژی ترلا
- یانوش گایوس
- کریستینا زاخفاتوویچ
- بوژنا دیکل
- مایا کوموروفسکا
- یانوش زائورسکی
- وویچیخ آلابورسکی
- لئونارد آندژیفسکی
- کشیشتف یانچار
- تاتینا سوسنا-سارنو
- یان اشتپانسکی
- تادئوش گِـویازدوفسکی
- استانیسواف میخالسکی
- کشیشتف زالسکی
- مارچین ترونسکی
- کلمنس میلچارک
- لخ والسا در نقش خودش
- آنا والنتینویچ در نقش خودش